# Autostrada A27 (Niemcy)
Autostrada federalna A27 (niem. Bundesautobahn 27 (BAB 27), Autobahn 27 (A27)) – autostrada w Niemczech przebiegająca od węzła autostradowego Dreieck Walsrode (gdzie odgałęzia się od A7) w kierunku północno-zachodnim do Bremy, do skrzyżowania z autostradą A1 i jako wschodnia „styczna” miast Brema i Bremerhaven do Cuxhaven. Jej długość wynosi 162 km.
Poprzez połączenie z portami Bremą, Bremerhaven i Cuxhaven A27 reguluje większość transportu ciężkiego na tym obszarze. Od połowy lat 70. XX wieku zastępuje drogę krajową B6 leżącą między Cuxhaven a Bremą. Trasa ta nazywana jest także „Schellfischlinie” (z niem. Schellfisch – łupacz).
W listopadzie 2005 roku rozbudowano A27 o trzeci pas ruchu między Brema-Überseestadt a Brema-Burglesum (odcinek ten nazywa się "autostradą blokowiskową"). Miało to rozwiązać sprawę często powstających korków w wahadłowym strumieniu samochodów zarówno wjeżdżających jak i wyjeżdżających z Bremy (doszło przy tym tutaj do sporu między miastami Brema a Osterholz-Scharmbeck z powodu zniknięcia strzałki kierunkowej z nowej tablicy informacyjnej dla miasta okręgowego, tuż obok wyjazdu Ritterhude-Süd).

## Trasy europejskie
Obecnie autostrada A27 na całej długości stanowi fragment trasy europejskiej E234. Do połowy lat 80. miała wspólny przebieg z drogą międzynarodową E71.

### Współczesne
| Trasa europejska | Przebieg                             |
| ---------------- | ------------------------------------ |
| E234             | Cuxhaven (1) – Dreieck Walsrode (29) |

### Historyczne
| Trasa europejska | Przebieg                          |
| ---------------- | --------------------------------- |
| E71              | Westenholz – Bremen – Bremerhaven |